# Symmoca petrogenes
Symmoca petrogenes is een vlinder uit de familie dominomotten (Autostichidae). De wetenschappelijke naam is voor het eerst geldig gepubliceerd in 1907 door Walsingham.
Deze vlinder komt voor in Europa.

## Synoniemen
- Symmoca hispanella Rebel, 1917[1]